# Jürgen Melzer
Jürgen Melzer (* 22. května 1981 Vídeň) je bývalý rakouský profesionální tenista a trojnásobný grandslamový vítěz, když společně s Philippem Petzschnerem triumfovali v mužské čtyřhře ve Wimbledonu 2010 a následně na US Open 2011 a se svojí budoucí manželkou Ivetou Benešovou ovládli v roce 2011 wimbledonskou smíšenou čtyřhru.
Na žebříčku ATP byl ve dvouhře nejvýše klasifikován v dubnu 2011 na 8. místě a ve čtyřhře pak v listopadu 2010 na 6. místě. Trénuje ho Fredrik Rosengren.
Mladší bratr Gerald Melzer je také profesionální tenista, odehráli spolu několik turnajů ve čtyřhře. Přestože hraje levou rukou, v civilním životě používá jako dominantní pravou ruku.

## Finálová utkání na Grand Slamu

### Mužská čtyřhra: 2 (2–0)
| Stav  | rok  | turnaj    | povrch | spoluhráč          | soupeři ve finále                    | výsledek      |
| ----- | ---- | --------- | ------ | ------------------ | ------------------------------------ | ------------- |
| Vítěz | 2010 | Wimbledon | tráva  | Philipp Petzschner | Horia Tecău Robert Lindstedt         | 6–1, 7–5, 7–5 |
| Vítěz | 2011 | US Open   | tvrdý  | Philipp Petzschner | Mariusz Fyrstenberg Marcin Matkowski | 6–2, 6–2      |

### Smíšená čtyřhra: 1 (1–0)
| Stav  | rok  | turnaj    | povrch | spoluhráč      | soupeři ve finále                | výsledek |
| ----- | ---- | --------- | ------ | -------------- | -------------------------------- | -------- |
| Vítěz | 2011 | Wimbledon | tráva  | Iveta Benešová | Mahesh Bhupathi Jelena Vesninová | 6–3, 6–2 |

## Finálové účasti na turnajích ATP Tour

### Dvouhra: 13 (5–8)
| \| Legenda (do/od roku 2009) \| \| ----------------------------------------------------------------- \| \| Grand Slam (0/0) \| \| Tennis Masters Cup / ATP World Tour Finals (0/0) \| \| ATP Masters Series / ATP World Tour Masters 1000 (0/0) \| \| ATP International Series Gold / ATP World Tour 500 Series (1–2 D) \| \| ATP International Series / ATP World Tour 250 Series (4–6 D) \| |
| Legenda (do/od roku 2009) |
| Grand Slam (0/0) |
| Tennis Masters Cup / ATP World Tour Finals (0/0) |
| ATP Masters Series / ATP World Tour Masters 1000 (0/0) |
| ATP International Series Gold / ATP World Tour 500 Series (1–2 D) |
| ATP International Series / ATP World Tour 250 Series (4–6 D) |

| Stav      | č. | datum             | turnaj                       | povrch    | soupeř ve finále      | výsledek                  |
| --------- | -- | ----------------- | ---------------------------- | --------- | --------------------- | ------------------------- |
| Finalista | 1. | 14. července 2003 | Newport, Spojené státy       | koberec   | Robby Ginepri         | 4–6, 7–6(7–3), 1–6        |
| Finalista | 2. | 22. května 2005   | St. Pölten, Rakousko         | antuka    | Nikolaj Davyděnko     | 3–6, 6–2, 4–6             |
| Finalista | 3. | 16. dubna 2006    | Houston, Spojené státy       | antuka    | Mardy Fish            | 6–3, 4–6, 3–6             |
| Vítěz     | 1. | 11. září 2006     | Bukurešť, Rumunsko           | antuka    | Filippo Volandri      | 6–1, 7–5                  |
| Finalista | 4. | 8. října 2006     | Méty, Francie                | tvrdý (h) | Novak Djoković        | 6–4, 3–6, 2–6             |
| Finalista | 5. | 4. března 2007    | Las Vegas, Spojené státy     | tvrdý     | Lleyton Hewitt        | 4–6, 6–7(10–12)           |
| Finalista | 6. | 21. července 2008 | Kitzbühel, Rakousko          | antuka    | Juan Martín del Potro | 2–6, 1–6                  |
| Vítěz     | 2. | 1. listopadu 2009 | Vídeň, Rakousko              | tvrdý (h) | Marin Čilić           | 6–4, 6–3                  |
| Finalista | 7. | 25. července 2010 | Hamburk, Německo             | antuka    | Andrej Golubjev       | 3–6, 5–7                  |
| Vítěz     | 3. | 31. října 2010    | Vídeň, Rakousko (2)          | tvrdý (h) | Andreas Haider-Maurer | 6–7(10–12), 7–6(7–4), 6–4 |
| Vítěz     | 4. | 26. února 2012    | Mephis, Spojené státy        | tvrdý (h) | Milos Raonic          | 7–5, 7–6(7–4)             |
| Finalista | 8. | únor 2013         | Záhřeb, Chorvatsko           | tvrdý (h) | Marin Čilić           | 3–6, 1–6                  |
| Vítěz     | 5. | srpen 2013        | Winston-Salem, Spojené státy | tvrdý     | Gaël Monfils          | 6–3, 2–1 skreč            |

### Čtyřhra - výhry (12)
| Legenda (čtyřhra)                                      |
| ------------------------------------------------------ |
| Grand Slam (2)                                         |
| Tennis Masters Cup / ATP World Tour Finals (0)         |
| ATP Masters Series / ATP World Tour Masters 1000 (1)   |
| ATP International Series Gold / ATP World Tour 500 (2) |
| ATP Tour / ATP World Tour 250 (7)                      |

| Č.  | Datum             | Turnaj                       | Povrch      | Partner            | Soupeři ve finále                    | Výsledek         |
| 1.  | 24. říjen 2005    | Petrohrad, Rusko             | koberec (h) | Julian Knowle      | Jonas Björkman Max Mirnyj            | 4-6, 7-5, 7-5    |
| 2.  | 24. duben 2006    | Casablanca, Maroko           | antuka      | Julian Knowle      | Michael Kohlmann Alexander Waske     | 6-3, 6-4         |
| 3.  | 10. červenec 2006 | Newport, USA                 | tráva       | Robert Kendrick    | Jeff Coetzee Justin Gimelstob        | 7-63, 6-0        |
| 4.  | 16. červen 2008   | 's-Hertogenbosch, Nizozemsko | tráva       | Mario Ančić        | Mahesh Bhupathi Leander Paes         | 7-65, 6-3        |
| 5.  | 29. srpen 2009    | New Haven, USA               | tvrdý       | Julian Knowle      | Bruno Soares Kevin Ullyett           | 6-4, 7-63        |
| 6.  | 11. říjen 2009    | Tokio, Japonsko              | tvrdý       | Julian Knowle      | Ross Hutchins Jordan Kerr            | 6-2, 5-7, [10-8] |
| 7.  | 7. únor 2010      | Záhřeb, Chorvatsko           | tvrdý (h)   | Philipp Petzschner | Arnaud Clément Olivier Rochus        | 3-6, 6-3, [10-8] |
| 8.  | 3. července 2010  | Wimbledon, Anglie            | tráva       | Philipp Petzschner | Robert Lindstedt Horia Tecău         | 6–1, 7–5, 7–5    |
| 9.  | 17. října 2010    | Šanghaj, Čína                | tvrdý       | Leander Paes       | Mariusz Fyrstenberg Marcin Matkowski | 7–5, 4–6, [10–5] |
| 10. | 13. února 2011    | Rotterdam, Nizozemsko        | tvrdý (h)   | Philipp Petzschner | Michaël Llodra Nenad Zimonjić        | 6–4, 3–6, [10–5] |
| 11. | 16. července 2011 | Stuttgart, Německo           | antuka      | Philipp Petzschner | Marcel Granollers Marc Lopez         | 6–3, 6–4         |
| 12. | 10. září 2011     | US Open, USA                 | tvrdý       | Philipp Petzschner | Mariusz Fyrstenberg Marcin Matkowski | 6–2, 6–2         |

### Čtyřhra - prohry (13)
| Legenda                                                       |
| ATP International Series Gold / ATP World Tour 500 Series (3) |
| ATP International Series / ATP World Tour 250 Series (9)      |

| Č.  | Datum             | Turnaj                | Povrch    | Partner        | Vítězové                         | Výsledek           |
| 1.  | 8. červenec 2002  | Newport, USA          | tráva     | Alexander Popp | Bob Bryan Mike Bryan             | 7-5, 6-3           |
| 2.  | 7. červenec 2003  | Newport, USA          | tráva     | Alexander Popp | Jordan Kerr David McPherson      | 7-64, 6-3          |
| 3.  | 21. červenec 2003 | Kitzbühel, Rakousko   | antuka    | Alexander Popp | Martin Damm Cyril Suk            | 6-4, 6-4           |
| 4.  | 10. duben 2006    | Houston, USA          | antuka    | Julian Knowle  | Michael Kohlmann Alexander Waske | 5-7, 6-4, [10-5]   |
| 5.  | 2. říjen 2006     | Metz, Francie         | tvrdý     | Julian Knowle  | Richard Gasquet Fabrice Santoro  | 3-6, 6-1, [11-9]   |
| 6.  | 9. říjen 2006     | Vídeň, Rakousko       | tvrdý     | Julian Knowle  | Petr Pála Pavel Vízner           | 6-4, 3-6, [12-10]  |
| 7.  | 23. říjen 2006    | Petrohrad, Rusko      | koberec   | Julian Knowle  | Simon Aspelin Todd Perry         | 6-1, 7-63          |
| 8.  | 19. únor 2007     | Memphis, USA          | tvrdý     | Julian Knowle  | Eric Butorac Jamie Murray        | 7-5, 6-3           |
| 9.  | 28. říjen 2007    | Petrohrad, Rusko      | koberec   | Todd Perry     | Daniel Nestor Nenad Zimonjić     | 6-1, 7-63          |
| 10. | 12. leden 2008    | Auckland, Nový Zéland | tvrdý     | Xavier Malisse | Luis Horna Juan Mónaco           | 6-4, 3-6, [10-7]   |
| 11. | 19. květen 2008   | Pörtschach, Rakousko  | antuka    | Julian Knowle  | Marcelo Melo André Sá            | 7–5, 6–73, [13–11] |
| 12. | 1. listopad 2009  | Vídeň, Rakousko       | tvrdý (h) | Julian Knowle  | Łukasz Kubot Oliver Marach       | 2-6, 6-4, [11-9]   |

## Davisův pohár
Jürgen Melzer se zúčastnil 20 zápasů v Davisově poháru  za tým Rakouska s bilancí 10-19 ve dvouhře a 7-8 ve čtyřhře.

## Soukromý život
Dne 15. září 2012 se na dolnorakouském zámku Laxenburg po ročním vztahu oženil s českou tenistkou Ivetou Benešovou, s níž hraje smíšenou čtyřhru na grandslamech.

## Postavení na žebříčku ATP na konci sezóny

### Dvouhra
| Rok    | 1998  | 1999   | 2000   | 2001   | 2002  | 2003  | 2004  | 2005  | 2006  | 2007  | 2008  | 2009  |
| Pořadí | 1190. | ▲ 466. | ▲ 370. | ▲ 167. | ▲ 90. | ▲ 79. | ▲ 39. | ▼ 54. | ▲ 41. | ▼ 60. | ▲ 34. | ▲ 28. |

### Čtyřhra
| Rok    | 1998  | 1999   | 2000   | 2001   | 2002   | 2003  | 2004   | 2005  | 2006  | 2007  | 2008  | 2009  |
| Pořadí | 1130. | ▲ 325. | ▼ 647. | ▲ 502. | ▲ 182. | ▲ 82. | ▼ 100. | ▲ 28. | ▲ 22. | ▼ 52. | ▲ 46. | ▲ 26. |